# Новая драка подушками
«Новая драка подушками» (англ. New Pillow Fight) — немой короткометражный фильм Зигмунда Любина. Также известен как Daughters' Pillow Fight («Дочери дерутся подушками»). Снят в 1897 году. 

## Сюжет
Маленькие девочки дерутся подушками. Подушки рвутся, и вся сцена покрывается перьями.

## История создания
«Новая драка подушками» стала третьим фильмом Зигмунда Любина после съёмки его лошади, поедающей сено, и движущегося поезда. Сцены с девочками, дерущимися подушками, были типичны для кино того времени — до Любина в 1897 году в США на аналогичные темы были сняты фильмы Edison Studios, а также успешный фильм «A Pillow Fight» студии American Mutoscope & Biograph Company. Возможно, Любин решил разорвать подушки, заимствовав идею из фильма Edison Studios, который вышел незадолго до «Новой драки подушками». Любин поставил и снял фильм у себя дома, роли сыграли его собственные дочери Эдит и Эмили, а также дочери друга Любина, торговца редких книг Чарльза Сесслера. Через несколько недель Любин пригласил девочек смотреть получившийся фильм в магазине оптики.